# 11269 Knyr
11269 Knyr (1987 QG10) là một tiểu hành tinh vành đai chính được phát hiện ngày 26 tháng 8 năm 1987 bởi L. G. Karachkina ở Đài vật lý thiên văn Crimean.